# Philippe Corentin
Pour les articles homonymes, voir Corentin.
Philippe Corentin, pseudonyme de Philippe Le Saux, né le 16 février 1936 à Boulogne-Billancourt et mort le 7 novembre 2022 à Saint-Lubin-de-la-Haye, est un auteur et illustrateur français pour la jeunesse.

## Biographie
Après une enfance à Quimper, Philippe Corentin publie des dessins en 1968 dans une revue, L'Enragé, et se lance dans le dessin d'humour. Il commence par illustrer ses nouvelles puis devient  auteur - illustrateur jeunesse.
Il se sert également de l'humour dans ses albums jeunesse, dans l'intention d'aider à surmonter les angoisses, comme la peur du loup (Patatras, 1994), la peur dans le noir (Papa !, 1995), les relations avec les autres (Mademoiselle tout-à-l'envers, 1989 ; Pipioli la terreur, 1990)…

### Famille
Philippe Corentin est le frère jumeau d'Alain Le Saux.

## Œuvre

### Années 1970 et 1980
- Conte no 3, texte de Eugène Ionesco, Harlin Quist, 1971 Réédité en 1976 : J.-P. Delarge ; rééd. Gallimard, 1985
- Ah ! si j'étais un monstre, texte de Marie-Raymond Farré, Hachette, 1979
- Le Loup blanc : conte à régler, Hachette, 1980
- Les Avatars d'un chercheur de querelle, Hachette, 1981
- Totor et Lili chez les moucheurs de nez, avec Alain Le Saux, Rivages, 1982
- Al Capone : le crime organisé, texte de Jean-François Ménard, Hachette, 1983
- C'est à quel sujet ? : questions idiotes, Rivages, 1984 Réédité en 2017 sous le titre Questions idiotes, L’École des loisirs.
- Nom d'un chien, Rivages, 1985
- Porc de pêche et autres drôles de bêtes, Rivages, 1985
- Papa n'a pas le temps, Rivages, 1986 ; et rééd.
- Guide SAS, Gérard de Villiers, G. de Villiers, 1988
- Mademoiselle tout-à-l'envers, L'École des loisirs, 1988
- Pie, thon et python : rébus, Hatier, 1988
- La Flèche du Parthe : ou comment suivre à la lettre les mots grecs et latins de notre langue, texte de Catherine Eugène, Hatier, 1989
- Le Père Noël et les fourmis, L’École des loisirs, 1989
- Le Chien qui voulait être chat, L’École des loisirs, 1989

### Années 1990
- 365 devinettes, énigmes et menteries, réunies et présentées par Muriel Bloch, Hatier, 1990
- L'Afrique de Zigomar, L’École des loisirs, 1990 Prix Sorcières 1991 catégorie Album
- Pipioli la terreur, L’École des loisirs, 1990
- Plouf !, L’École des loisirs, 1991
- L'Ogrionne, L’École des Loisirs, 1991
- Zigomar n'aime pas les légumes, L’École des Loisirs, 1992
- Biplan, le rabat-joie, L’École des loisirs, 1992
- Le Roi et le roi, L’École des loisirs, 1993
- Zigomar n'aime pas du tout les légumes et il a bien raison, L’École des loisirs, 1993
- Patatras !, L’École des loisirs, 1994
- Papa !, L’École des loisirs, 1995
- L'Ogre, le loup, la petite fille et le gâteau, L’École des loisirs, 1995 Prix Sorcières 1996 catégorie Album
- Papa, maman, ma sœur et moi, L’École des loisirs, 1996
- Les Deux Goinfres, L’École des loisirs, 1997
- Mademoiselle Sauve-qui-peut, L’École des loisirs, 1996  Grand Prix du Livre Jeunesse 1997[3] - « Liste d'Honneur » 1998 de l'IBBY[3]
- Tête à claques, L’École des loisirs, 1998
- L'Arbre en bois, L’École des loisirs, 1999

### Années 2000 et 2010
- Machin chouette, L’École des loisirs, 2002
- Zzzz...zzzz... : d'après une histoire vraie, L’École des loisirs, 2007
- N'oublie pas de te laver les dents !, L’École des loisirs, 2009
- Zigomar et zigotos, L’École des loisirs, 2012
- Questions idiotes, L’École des loisirs, 2017 Réédition de l'album C'est à quel sujet ? : questions idiotes, Rivages, 1984.

## Quelques prix et distinctions
- Prix Sorcières 1991 catégorie Album pour L'Afrique de Zigomar
- Prix Sorcières 1996 catégorie Album pour L'Ogre, le loup, la petite fille et le gâteau
- Kinderbuchpreis des Landes Nordrhein-Westfalen (de) 1996 pour Plouf !
- Grand Prix du Livre de Jeunesse 1997[3] décerné par la Société des Gens de Lettres pour Mademoiselle Sauve-qui-peut
- (international) « Liste d'Honneur » 1998[3] de l'IBBY pour Mademoiselle Sauve-qui-peut
- Schnabelsteherpreis (de) 1998 pour Papa !
- (international) « Honour List » 1998[4] de l' IBBY pour Mademoiselle Sauve-qui-peut

### Filmographie
- Arrête tes clowneries : scénario pour une rencontre autour de l'album 'Tête à claques' (Philippe Corentin), film documentaire de Jean-Christophe Ribot, Tumultes, Paris, AFL, Compiègne, 2011, 17 min (DVD + brochure)